# Zeilen op de Olympische Zomerspelen 2012 – Star mannen
De Star bij de mannen tijdens de Olympische Zomerspelen 2012 was een zeilonderdeel dat gehouden werd van 29 juli tot en met 5 augustus. Er werd gezeild voor de kust van Weymouth and Portland en bij de National Sailing Academy van Weymouth en Portland. Het onderdeel werd gewonnen door het Zweedse koppel Lööf en Salminen voor de Britten Percy en Simpson die het zilver pakte. Het brons werd gewonnen door de Brazilianen Scheidt en Prada.

## Opzet
Alle zestien deelnemende teams moesten tien wedstrijden zeilen. Na iedere race werden punten verdeeld. Eén punt voor de eerste boot, twee punten voor de tweede boot, enzovoort tot zestien punten voor de zestiende boot. Als een boot niet de finish bereikte werden er zeventien punten toegekend. Het slechtste resultaat over tien races werd geschrapt.
De tien eerste boten na tien races gingen door naar de medal race. Hier worden de punten verdubbeld. Boot een krijgt twee punten, boot twee krijgt er vier, enzovoort. Vervolgens wordt de einduitslag opgemaakt uit de tien boten die de medal race voeren. De boot met het laagste aantal punten wint, gevolgd door de boot met het op een na laagste aantal, enzovoort.

## Schema
| Datum           | Tijd (UTC+1) | Race           |
| --------------- | ------------ | -------------- |
| 29 juli 2012    | 13:30 15:10  | Race 1 Race 2  |
| 30 juli 2012    | 14:10 15:50  | Race 3 Race 4  |
| 31 juli 2012    | 12:10 13:50  | Race 5 Race 6  |
| 2 augustus 2012 | 12:10 13:50  | Race 7 Race 8  |
| 3 augustus 2012 | 12:10 13:50  | Race 9 Race 10 |
| 5 augustus 2012 | 13:00        | Medal Race     |

## Uitslag
| Rang                               | Boot                                   | Land | Races | Races | Races | Races | Races | Races  | Races  | Races | Races  | Races | Races | Punten | Punten |
| Rang                               | Boot                                   | Land | 1     | 2     | 3     | 4     | 5     | 6      | 7      | 8     | 9      | 10    | MR    | Totaal | Netto  |
| ---------------------------------- | -------------------------------------- | ---- | ----- | ----- | ----- | ----- | ----- | ------ | ------ | ----- | ------ | ----- | ----- | ------ | ------ |
| Goud                               | Fredrik Lööf Max Salminen              | SWE  | 10    | 4     | 4     | 1     | 5     | 3      | 4      | 1     | 2      | 6     | 2     | 42     | 32     |
| Zilver                             | Iain Percy Andrew Simpson              | GBR  | 11    | 2     | 3     | 2     | 1     | 2      | 1      | 2     | 4      | 1     | 16    | 45     | 34     |
| Brons                              | Robert Scheidt Bruno Prada             | BRA  | 4     | 1     | 9     | 6     | 2     | 1      | 3      | 5     | 1      | 3     | 14    | 49     | 40     |
| 4                                  | Eivind Melleby Petter Morland Pedersen | NOR  | 7     | 5     | 2     | 4     | 16    | 11     | 8      | 4     | 7      | 5     | 10    | 79     | 63     |
| 5                                  | Hamish Pepper Jim Turner               | NZL  | 15    | 7     | 1     | 13    | 6     | 5      | 9      | 8     | 8      | 9     | 4     | 85     | 70     |
| 6                                  | Robert Stanjek Frithjof Kleen          | GER  | 6     | 9     | 8     | 7     | 4     | 6      | 17 BFD | 11    | 9      | 4     | 6     | 87     | 70     |
| 7                                  | Mark Mendelblatt Brian Fatih           | USA  | 5     | 14    | 5     | 3     | 8     | 9      | 5      | 10    | 3      | 11    | 12    | 85     | 71     |
| 8                                  | Mateusz Kusznierewicz Dominik Życki    | POL  | 9     | 3     | 12    | 10    | 3     | 4      | 2      | 9     | 13     | 2     | 18    | 85     | 72     |
| 9                                  | Xavier Rohart Pierre-Alexis Ponsot     | FRA  | 1     | 13    | 10    | 11    | 12    | 14     | 11     | 6     | 6      | 8     | 8     | 100    | 86     |
| 10                                 | Peter O'Leary David Burrows            | IRL  | 2     | 6     | 14    | 5     | 11    | 12     | 17 DSQ | 7     | 11     | 7     | 20    | 112    | 95     |
| Niet gekwalificeerd voor medalrace |                                        |      |       |       |       |       |       |        |        |       |        |       |       |        |        |
| 11                                 | Michael Hestbaek Claus Olesen          | DEN  | 12    | 11    | 13    | 14    | 13    | 7      | 6      | 3     | 14     | 10    |       | 103    | 89     |
| 12                                 | Richard Clarke Tyler Bjorn             | CAN  | 16    | 10    | 6     | 8     | 10    | 17 OCS | 13     | 12    | 5      | 13    |       | 110    | 93     |
| 13                                 | Flavio Marazzi Enrico de Maria         | SUI  | 13    | 8     | 11    | 9     | 15    | 8      | 11     | 13    | 15     | 16    |       | 118    | 102    |
| 14                                 | Aimilios Papathanasiou Adonis Tsotras  | GRE  | 3     | 16    | 7     | 12    | 7     | 15     | 17 BFD | 16    | 17 OCS | 12    |       | 123    | 106    |
| 15                                 | Afonso Domingos Frederico Melo         | POR  | 14    | 15    | 15    | 16    | 9     | 10     | 7      | 14    | 10     | 14    |       | 124    | 108    |
| 16                                 | Marin Lovrović Dan Lovrović            | CRO  | 8     | 12    | 16    | 15    | 14    | 13     | 12     | 15    | 12     | 15    |       | 132    | 116    |

Afkortingen
OCS; Valse of verkeerde start (Engels: On course side)
DSQ; Gediskwalificeerd (Engels: Disqualified)
DNF; Niet gefinisht (Engels: Did Not Finish)
DNS; Niet gestart (Engels: Did Not Start)
BFD; Gediskwalificeerd (Engels: Black Flag Disqualification)